# Molí de l'Estrada
El Molí de l'Estrada és un monument del municipi de Centelles a la comarca d'Osona inclòs en l'Inventari del Patrimoni Arquitectònic Català.

## Descripció
Petita masia situada prop del torrent de la Tosquera. L'edifici, molt reformada, és cobert amb teulada a dues vessants amb aiguavés a la façana principal i orientada cap a ponent. Sols conserva algunes pedres treballades a l'entrada anterior del molí. L'actual entrada té una llinda, sense inscripció, de pedra treballada. Al damunt hi ha una galeria. Part de l'edifici ha estat arrebossat. De la funció anterior d'aquesta masia només es conserven algunes pedres al desguàs del molí. Actualment ha pres una nova fesomia amb el jardí, els horts i els camps.

## Història
Aquest antic molí està lligat a la història del mas Estrada. De tradició plurisecular i amb renovacions als segles xvi-xvii. Per algunes de les restes de l'antic molí, creuríem que és d'origen medieval, si bé la manca de documentació i de dates no pot confirmar-ho. Està documentat al fogatge de 1515, i hauria ser cremat per l'exèrcit austriacista el 1714. Una data històrica que en tenim ja és de començament del segle xix, en una llista de les edificacions més importants de Centelles.